# Entosthodon aristatus
Entosthodon aristatus är en bladmossart som beskrevs av Jean Édouard Gabriel Narcisse Paris 1896. Entosthodon aristatus ingår i släktet koppmossor, och familjen Funariaceae. Inga underarter finns listade i Catalogue of Life.